# پرستوی بال‌رنگارنگ
پرستوی بال‌رنگارنگ (نام علمی: Hirundo leucosoma) نام یک گونه از سرده پرستوهای نمادین است.
این پرنده در کشورهای بنین، بورکینافاسو،  کامرون، ساحل عاج، گامبیا، غنا، گینه، گینه بیسائو، مالی، نیجر، نیجریه، سنگال، سیرالئون، و توگو یافت می‌شود.